# Parmilieu
Parmilieu é uma comuna francesa na região administrativa de Auvérnia-Ródano-Alpes, no departamento de Isère. Estende-se por uma área de 12,83 km². Em 2010 a comuna tinha 721 habitantes (densidade: 56,2 hab./km²).